# Kijevi Haditengerészeti Politikai Főiskola
A Kijevi Haditengerészeti Politikai Főiskola, röviden KVVMPU (ukránul: Київське вище військово-морське політичне училище, oroszul: Киевское высшее военно-морское политическое училище) szovjet, majd ukrán katonai felsőoktatási intézmény volt Kijevben 1967–1995 között. Ez volt az egyetlen olyan intézmény a Szovjetunióban, amely politikai tiszteket képzett a Szovjet Haditengerészet számára. Az egyetem a Kijev-Mohila Akadémia épületében működött.